# Lekkoatletyka na Letnich Igrzyskach Olimpijskich Młodzieży 2010 – rzut oszczepem chłopców
Rzut oszczepem chłopców – jedna z konkurencji rozegranych podczas zawodów lekkoatletycznych na igrzyskach olimpijskich młodzieży w Singapurze.
Do konkursu przystąpiło piętnastu zawodników, którzy zostali wyselekcjonowani podczas rozegranych wiosną eliminacji kontynentalnych. Najwięcej oszczepników do zawodów mogła wystawić Europa, która swoich reprezentantów wyłoniła w Moskwie w zawodach kwalifikacyjnych 22 maja. Zdecydowanym faworytem rywalizacji był Argentyńczyk Braian Toledo, który na początku roku dwa razy poprawiał nieoficjalny rekord świata juniorów młodszych doprowadzając go 6 marca w Mar del Plata do poziomu 89,34. Zawodnicy używali sprzętu o wadze 700 gramów.

## Terminarz
| Data             | Godzina                      | Runda      |
| ---------------- | ---------------------------- | ---------- |
| 18 sierpnia 2010 | 10:50                        | Eliminacje |
| 22 sierpnia 2010 | Finał A: 19:00 Finał B:09:00 | Finał      |

## Przebieg zawodów
| PB – rekord życiowy \| SB – najlepszy wynik w sezonie |
| X – próba spalona \| – – pominięcie próby             |
| * wyniki podawane w metrach                           |

### Eliminacje
Runda eliminacyjna z udziałem piętnastu sportowców rozpoczęła się na stadionie w Singapurze 18 sierpnia o godzinie 10:50. Pierwsza ósemka zawodników z eliminacji awansowała do finału A, w którym walczyli o medale. Pozostali uczestnicy wzięli udział – kilka dni później – w finale B.
| Poz. | Imię i nazwisko       | Reprezentacja     | 1     | 2     | 3     | 4     | Rezultat | Uwagi | Finał |
| ---- | --------------------- | ----------------- | ----- | ----- | ----- | ----- | -------- | ----- | ----- |
| 1    | Braian Toledo         | Argentyna         | 73.90 | 72.04 | 69.93 | 77.27 | 77.27    |       | A     |
| 2    | Marius Simanavicius   | Litwa             | 64.05 | 68.91 | 67.28 | 76.17 | 76.17    | PB    | A     |
| 3    | Devin Bogert          | Stany Zjednoczone | 74.24 | –     | –     | –     | 74.24    | PB    | A     |
| 4    | Ali Kilisli           | Turcja            | 73.64 | x     | 64.53 | –     | 73.64    | PB    | A     |
| 5    | Intars Išejevs        | Łotwa             | 61.59 | 64.34 | 73.42 | –     | 73.42    | PB    | A     |
| 6    | Dylan Jacobs          | Południowa Afryka | 67.97 | 67.38 | 71.92 | –     | 71.92    | PB    | A     |
| 7    | Fadl Ibrahim          | Egipt             | 61.47 | 67.94 | 67.59 | 70.89 | 70.89    | PB    | A     |
| 8    | Yandris Vazquez Pompa | Kuba              | 64.91 | 55.77 | 62.69 | 69.06 | 69.06    | PB    | A     |
| 9    | Elliott Lang          | Australia         | 65.37 | 68.83 | 66.88 | 56.61 | 68.83    | PB    | B     |
| 10   | Jurij Kuszniruk       | Ukraina           | x     | 60.01 | 68.77 | 57.38 | 68.77    |       | B     |
| 11   | Cheng Chao-tsun       | Chińskie Tajpej   | 68.27 | 65.63 | 64.72 | x     | 68.27    |       | B     |
| 12   | Joosep Piho           | Estonia           | 49.18 | 46.97 | 63.15 | 66.70 | 66.70    | PB    | B     |
| 13   | Vladislav Podtsuk     | Kazachstan        | 59.76 | 62.94 | 63.58 | 65.69 | 65.69    | PB    | B     |
| 14   | Evgheni Glusco        | Mołdawia          | x     | 63.76 | 60.08 | 65.57 | 65.57    | PB    | B     |
| 15   | Tuomas Keto           | Finlandia         | 51.80 | x     | 65.56 | 56.93 | 65.56    |       | B     |

### Finał

#### Finał B
Zawodnicy w finale pocieszenia wystartowali 22 sierpnia rano czasu miejscowego – rywalizacja zaczęła się o godzinie 09:00.
| Poz. | Imię i nazwisko   | Reprezentacja   | 1     | 2     | 3     | 4     | Rezultat | Uwagi |
| ---- | ----------------- | --------------- | ----- | ----- | ----- | ----- | -------- | ----- |
| 1    | Tuomas Keto       | Finlandia       | 63.06 | 64.10 | 78.03 | 66.27 | 78.03    | PB    |
| 2    | Jurij Kuszniruk   | Ukraina         | x     | 61.62 | 70.80 | 70.94 | 70.94    |       |
| 3    | Evgheni Glusco    | Mołdawia        | 69.75 | x     | x     | 66.10 | 69.75    | PB    |
| 4    | Cheng Chao-tsun   | Chińskie Tajpej | 61.19 | x     | x     | 65.94 | 65.94    |       |
| 5    | Elliott Lang      | Australia       | 65.24 | 60.93 | 65.91 | 63.18 | 65.91    |       |
| 6    | Vladislav Podtsuk | Kazachstan      | 56.11 | 62.61 | 59.26 | 63.87 | 63.87    |       |
| 7    | Joosep Piho       | Estonia         | 57.31 | 37.02 | x     | x     | 57.31    | PB    |

#### Finał A
O medale w finale A oszczepnicy rywalizowali po południu 22 sierpnia – zawody rozpoczęły się o godzinie 19:00. Każdy z zawodników miał cztery próby – zwycięstwo rzutem na odległość 81,78 już w pierwszej serii zapewnił sobie Braian Toledo. Do ostatniej kolejki drugą lokatę zajmował Łotysz Intars Išejevs jednak w swojej ostatniej próbie lepszy rezultat uzyskał zawodnik z USA Devin Bogert.
| Poz. | Imię i nazwisko       | Reprezentacja     | 1     | 2     | 3     | 4     | Rezultat | Uwagi |
| ---- | --------------------- | ----------------- | ----- | ----- | ----- | ----- | -------- | ----- |
| 1    | Braian Toledo         | Argentyna         | 81.78 | 77.65 | x     | x     | 81.78    |       |
| 2    | Devin Bogert          | Stany Zjednoczone | x     | 70.79 | 65.15 | 76.88 | 76.88    | PB    |
| 3    | Intars Išejevs        | Łotwa             | x     | 74.23 | 71.49 | 74.13 | 74.23    | PB    |
| 4    | Dylan Jacobs          | Południowa Afryka | 63.87 | 72.33 | 66.15 | x     | 72.33    | PB    |
| 5    | Ali Kilisli           | Turcja            | 72.30 | x     | 62.85 | x     | 72.30    |       |
| 6    | Marius Simanavicius   | Litwa             | x     | 71.76 | x     | x     | 71.76    |       |
| 7    | Fadl Ibrahim          | Egipt             | 70.89 | x     | 63.80 | 67.51 | 70.89    | =PB   |
| 8    | Yandris Vazquez Pompa | Kuba              | x     | x     | 68.65 | 62.14 | 68.65    |       |